# El hijo de Désirée
El hijo de Désirée (título original en inglés: Désirée's Baby) es un cuento de la escritora estadounidense Kate Chopin que se publicó en 1893. Esta historia, que se incluye en diversas antologías y que ha sido ampliamente aclamada por el público, trata fundamentalmente sobre el tema del mestizaje en la Luisiana criolla durante el período anterior a la Guerra Civil Americana. La historia se centra en la crisis que sufre el matrimonio entre Désirée y Armand, al descubrir que su hijo es mestizo. 
A pesar de que en la historia se centre en el mestizaje, la mayoría de los lectores consideran que El hijo de Désirée trata sobre el racismo. No obstante, muchos extraen diversos temas diferentes de esta historia, además del racismo y el mestizaje.
Ambientado en la Nueva Orleans de la preguerra, El hijo de Désirée también aborda otras cuestiones propias de la época, tales como la esclavitud, la estructura social sureña, la cultura criolla y la ambigüedad de la identidad racial.
Durante más de medio siglo, este relato breve ha sido uno de los más famosos de Kate Chopin. Asimismo, es uno de los pocos que la escritora ambientó en el período de preguerra.
El hijo de Désirée se incluye entre los más de cien cuentos cortos que escribió Chopin. El alto nivel de elaboración que presentaban provocó que la autora llegara a la fama y que se ganara el reconocimiento del público. Esta historia, al igual que muchas otras, tiene lugar en Luisiana (Nueva Orleans), dado que es el lugar donde Kate Chopin vivió durante catorce años de su vida.

## Argumento
Désirée es la hija adoptiva de Monsieur y Madame Valmondé, un matrimonio rico de criollos franceses que viven en Luisiana en el período anterior a la Guerra de Secesión. Abandonada por su familia cuando era un bebé, Monsieur Valmondé encontró a Désirée bajo la sombra de una columna de piedra que estaba cerca de la entrada de la finca de los Valmondé y decidió adoptarla. De adolescente, Armand, el hijo de otra rica, conocida y respetada familia criolla francesa, la corteja. Désirée y Armand se enamoran, se casan y tienen un hijo. Todos aquellos que ven al niño, tienen la sensación de que es diferente a los demás. Al final, el matrimonio se da cuenta de que la piel del bebé es del mismo color que la de un mestizo (persona con un cuarto de ascendencia africana), es decir, el bebé tiene ascendencia negra.

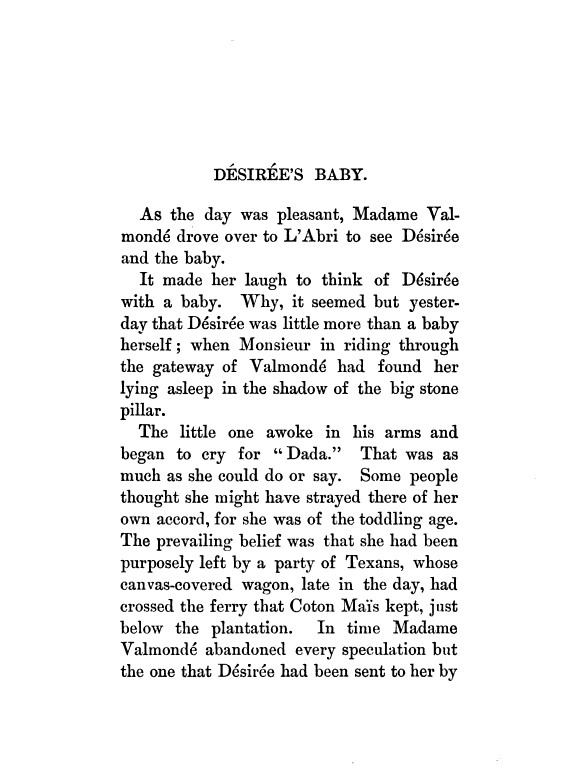
El hijo de Désirée tal y como apareció en la antología La gente del bayou en 1894

Debido a que no se sabe quiénes son los padres de Désirée, Armand asume inmediatamente que ella es medio negra. Désirée niega esta acusación y manda una carta a Madame Valmondé pidiéndole ayuda, quien le responde que puede volver a la casa familiar. Armand, resentido con Désirée, la rechaza e insiste en que se marche de su hogar. Ante esta situación, ella coge a su hijo y se va caminando hasta un pantano. No se la volvió a ver. Armand quema todas las pertenencias de Désirée, incluso la cuna de su hijo, así como todas las cartas que ella le envió durante su noviazgo. Entre ellas, Armand encuentra una que su madre le escribió a su padre para revelarle que su hijo, es decir, Armand, es medio negro, ya que ella procede de un linaje de origen africano.  A pesar de que, a lo largo de la historia, todas las sospechas recaen sobre la protagonista, Désirée, sus orígenes y ascendencia nunca se especifican.

## Historia de la publicación
"El hijo de Désirée" se publicó por primera vez el 14 de enero de 1893 en Vogue, con el título de ""El padre del hijo de Désirée", en una sección llamada "Estudios de los personajes". En el mismo número de la revista se incluyó el relato de Chopin "Una visita a Avoyelles". Ambas narraciones fueron las primeras contribuciones de la autora con Vogue, que acabó publicando dieciocho de sus trabajos antes de que terminara el siglo. “El hijo de Désirée” se incluyó en 1984 en la antología de Chopin, La gente del bayou. Esta obra incluye un total de 23 historias que tienen lugar en la región del río Cane, en Luisiana, lugar en el que la escritora vivió durante mucho tiempo. También aparece en la recopilación de 1969, Las obras completas de Kate Chopin, editada por Per Seyersted. En ella, se recogen las piezas literarias de la autora, así como información biográfica y bibliográfica sobre ella y sus obras, respectivamente.

## Contexto histórico
La historia de "El hijo de Désirée" se desarrolla en la Luisiana criolla francesa del período anterior a la Guerra Civil Americana.
En 1682, franceses procedentes de Canadá y del Caribe colonizaron y fundaron Luisiana. Tras ser derrotada en la Guerra de los Siete Años (1754-1763), Francia cedió este territorio a España. A raíz de este hecho, Luisiana fue colonia española hasta 1800, año en el que volvió a ser un territorio de la Francia napoleónica durante un breve periodo de tiempo, ya que en 1803 Napoleón la vendió a los Estados Unidos.
La población original de Luisiana estaba formada por personas nacidas en ese territorio que tenían ascendencia española, francesa, del Caribe (Cuba y Haití). Asimismo, había esclavos de color que los franceses trajeron desde África entre 1718 y 1750. La mayoría de los esclavos procedían de Senegal. A esta población se la conocía con el nombre de criollos. Cuando Estados Unidos adquirió Luisiana, los angloamericanos también poblaron este territorio. En consecuencia, las primeras décadas del siglo XIX estuvieron marcadas por una gran tensión entre ambos grupos que se debía a sus diferencias de lengua y cultura. 
Antes de la Guerra de Secesión (1860-1865), Luisiana era un estado cuya economía se basaba en las grandes plantaciones, fundamentalmente de algodón y azúcar, propiedad de los blancos, quienes utilizaban a los esclavos africanos para trabajar sus tierras. En consecuencia, Luisiana generó una gran riqueza a raíz del trabajo de los esclavos en las plantaciones.
En 1860, la mitad de la población de Luisiana eran esclavos. No obstante, también había un gran número de personas de color libres. Se trataba de mestizos con ascendencia francesa que pertenecían a la clase media y habían recibido educación. La clase dirigente eran los blancos, es decir todos aquellos angloamericanos y criollos de ascendencia principalmente francesa. Aunque los colonos de habla inglesa se establecieron por Luisiana, hasta después de la Guerra Civil, la lengua mayoritaria que se hablaba en este territorio era el francés. 
Los criollos de color jugaron un papel muy importante en la alta sociedad francesa de las primeras décadas del siglo XIX, a pesar de las restricciones legales de carácter racista que acompañaban a su ciudadanía. Los criollos prosperaron gracias a su alta tasa de alfabetización, educación y relación con ciertas familias de la élite. Muchos criollos de color continuaron recibiendo una educación avanzada viajando al extranjero. Sin embargo, debido a que los temas de la raza y la esclavitud cobraron más y más fuerza en las décadas inmediatamente anteriores a la Guerra Civil, a las personas de color libres se les impusieron más limitaciones. Muchos criollos blancos se sentían amenazados por aquellos de ascendencia africana, debido a la creciente idea de que un criollo podría proceder de un linaje mestizo. Esta convicción que se estaba extendiendo por Luisiana, les provocaba un gran enfado y malestar. Finalmente, a los criollos de color se les obligaba a presentar documentos que demostraran que eran ciudadanos libres. 
En el relato de Kate Chopin, se muestra muy bien esta sociedad de la Luisiana de preguerra en la que la élite blanca está formada por familias adineradas descendientes de los franceses, como Armand Aubigny y los Valmondé, que tienen grandes fincas y plantaciones en las que trabajan los esclavos negros o mestizos.
Además, como se puede ver en el cuento, el mestizaje entre razas era una realidad, aunque los blancos, que trataban de defender su pertenencia a un linaje francés, empezaron a verse amenazados por la creciente idea de que podrían tener ascendencia mestiza. En la historia de Chopin, la preocupación por la procedencia de Désirée que muestran ella misma, sus padres adoptivos y Armand, llega hasta tal punto que destruye el matrimonio de la protagonista y tiene unas consecuencias desastrosas para ella y su hijo mestizo, ya que es muy probable que ambos murieran tras haber huido hacia el pantano. Asimismo, Armand es la prueba viviente de que esta teoría sobre el origen mestizo de la élite blanca es cierta.

## Clasificación literaria y temas
Dado que Kate Chopin residió en Luisiana varios años, la mayoría de sus obras están ambientadas en este estado sureño de los EE. UU. y en ellas, la autora hace un retrato fiel y verídico del lugar, así como de la sociedad y cultura criolla, cajún y afroamericana, su organización y valores exactamente como ella los conoció en la época en la que vivió allí.
En consecuencia, Chopin se inspira en sus propias vivencias en Luisiana y sus conocimientos sobre esta zona para escribir gran parte de sus cuentos. Por ese motivo, sus obras son una valiosa muestra de la sociedad de Luisiana en el siglo XIX, hecho que ha dado lugar a que toda la producción literaria de la autora se haya adscrito al género de la literatura regional.
El retrato que lleva a cabo de la particular sociedad de Luisiana, combinado con su uso del dialecto y las costumbres regionales son los elementos que contribuyeron al éxito que alcanzó como autora de literatura regional.
A pesar de ser breve, la historia pone de manifiesto temas importantes que asolaban el sur de los EE. UU. en el que vivió Chopin, en especial la generalizada y destructiva, aunque ambigua, naturaleza del racismo, sobre todo si se tiene en cuenta la gran cantidad de personas de color que había en la sociedad. En "El hijo de Désirée" se puede ver la importancia y el poder destructivo del racismo, que provocan que Armand eche a Désirée y a su bebé de casa y que, al final, ambos mueran, desaparecidos en el pantano al que se adentran al final de la historia. Este cuento también se centra en temas íntimamente relacionados con el racismo, como la esclavitud, los prejuicios de los blancos hacia las otras razas (los mestizos y todos aquellos de ascendencia africana) y la importancia de la identidad racial, así como su ambigüedad. Además de abordar racismo, toda la historia que se narra en "El hijo de Désirée" se centra especialmente en el tema del mestizaje.
"El hijo de Désirée" también cuestiona la potencial culminación de la identidad de una mujer – un asunto que fascinaba a la inconformista Chopin. En su retrato de Désirée, una mujer cuyo valor y exploración personal está intrínsecamente ligada a los de su marido, Chopin abrió la puerta a su investigación vital sobre la lucha de una mujer por encontrar un lugar al que pueda pertenecer de verdad.
Además de abordar la búsqueda de la mujer de su individualidad, autodescubrimiento e identidad, en "El hijo de Désirée" Chopin también reflexiona sobre otros temas de gran relevancia como: la experiencia que tiene una mujer sobre la maternidad, el embarazo o el parto. Asimismo, este relato también se centra en los temas de la hipocresía, la igualdad de géneros, la cultura criolla y el sistema social sureño de la época, así como el papel que jugaba la mujer en él.
Aparte de basarse en sus propias vivencias en Luisiana, para redactar "El hijo de Désirée", Kate Chopin se inspiró en el relato titulado "Historia de una moza campesina", escrito por el autor francés Guy de Maupassant en la década de 1880. Maupassant es el modelo literario de Chopin, cuya obra está muy influida por las historias que escribía este autor. Muchos académicos comparan los temas que trata la autora en este relato breve y en otras de sus obras con aquellos que abordan Simone de Beauvoir, Willa Cather, Ralph Waldo Emerson, Gustave Flaubert, William Dean Howells, Henrik Ibsen, Algernon Charles Swinburne, Alphonse Daudet, Émile Zola y Guy de Maupassant, entre otros.
A finales del siglo XX, resurgió el interés por Chopin y sus obras, ya que las inquietudes relacionadas con la libertad de las mujeres que refleja en ellas fueron el presagio y la base de posteriores temas literarios feministas.

## Recepción y críticas
Cynthia Griffin Wolff escribió en 1978 un artículo titulado Kate Chopin and the Fiction of Limits: “Désirée’s Baby”. En varias partes de él, la autora explica con detalle la recepción que tuvo este relato y las críticas que recibió en el siglo XX.
De acuerdo con Wolff, "El hijo de Désirée" fue durante muchos años la obra de ficción más conocida de Chopin. Incluso en 1978 había lectores que, a pesar del renombre que había conseguido la segunda novela de la autora, El despertar, de toda su producción literaria, solo conocían este relato breve, que se incluyó en numerosas antologías. Daniel S. Rankin, autor de la recopilación Kate Chopin y sus historias criollas (1932), calificó "El hijo de Désirée" como ‹‹tal vez uno de los mejores cuentos cortos del mundo››. No obstante, la idea de Rankin de que Chopin llevó a cabo una obra “regional” excelente y, por consiguiente, limitada a ciertos triunfos muy delimitados, fue la que utilizaron los futuros críticos para describir las piezas literarias de Chopin.
La tendencia generalizada de los críticos de no tener en consideración la ficción de Chopin por considerarla poco más que literatura regional empezó a disiparse a finales de 1950, aunque tardó bastante tiempo en hacerlo. Algunos autores que emitieron críticas negativas sobre "El hijo de Désirée" relacionadas con esta idea fueron Per Seyersted y Larzer Ziff.
En conclusión, "El hijo de Désirée" es un enigma. En 1978, muchos admiraban este relato, hecho que demostraban al incluirlo en diversas antologías. No obstante, esa admiración se daba de mala gana, probablemente porque la historia no se entendía del todo bien. Los elementos específicos del sur que se muestran en el cuento parecían ser relevantes, pero la naturaleza de su fuerza no estaba clara. El giro argumental con el que se concluye la historia es importante (aunque para un lector exigente, no resulte sorprendente), pero, al contrario de lo que criticaba Seyersted, el verdadero impacto que ejerce esta historia no procede del giro que hace la escritora. Además, a pesar de que se haya considerado que este relato presenta las mismas características que el resto de la producción literaria de Chopin, lo cierto es que "El hijo de Désirée" es en muchos aspectos único e inusual, dado que es la única de sus obras de ficción que trata el tema del mestizaje, por ejemplo. Todas estas contradicciones se pueden deber a que el cuento no se ha entendido correctamente o a que, en realidad, no representa de forma prototípica la ficción de Chopin. No obstante, "El hijo de Désirée" ha sido una obra ampliamente leída y analizada durante muchos años. Debido a las contradicciones que han surgido en relación con su interpretación, este relato sigue siendo un enigma en la actualidad y, además, ha generado, a lo largo del siglo XX, numerosas críticas muy dispares.
Actualmente, El hijo de Désirée es una obra muy aclamada por los lectores y que aborda una temática tan relevante e interesante, así como abierta a diversas interpretaciones, que es objeto de numerosos artículos y trabajos de investigación. Además, este texto se estudia y lee en diversas universidades españolas y americanas, como parte de las asignaturas de literatura norteamericana (grado en filología inglesa) e historia de los Estados Unidos (grado en historia).
Algunas de las críticas más relevantes e interesantes que ha recibido "El hijo de Désirée" proceden de reconocidos profesores de diversas universidades americanas de renombre:
‹‹El antídoto del veneno de la abstracción racial que destruye a Désirée, a su hijo y a Armand es el amor, una relación personal profunda que rechaza la categorización deshumanizada e impersonal de las personas en grupos raciales››. Robert D. Arner
‹‹El lector debe ser capaz de ver el hecho indiscutible – la total impotencia de Désirée – el resultado del poder decisivo de un marido en su sociedad››. Anna Shannon Elfenbein
‹‹Las situaciones humanas nunca serán una cuestión de “blanco” o “negro”. Ese es uno de los grandes temas que aborda Kate Chopin. En su ficción, se enfrenta al “hecho desalentador” de que la vida es incierta e inestable y de que está repleta de “frágiles equilibrios”››. ‹‹Leído de forma independiente, El hijo de Désirée, se podría considerar un relato breve magnífico – un conciso drama económico y psicológico. Sin embargo, si se analiza como parte del amplio contexto en el que se inserta la obra completa de Chopin, la historia presenta el significado añadido de ser la declaración más vívida y directa de la principal preocupación de la autora: el mito de los límites››. Cynthia Griffin Wolff
‹‹Hay evidencias en la historia que indican que Armand Aubigny conoce su herencia racial. Siempre fue consciente de lo que revela la carta al final de la historia. Adoptaba una imagen pública, es decir, se presentaba a los demás como un blanco››. Margaret D. Bauer
Thomas Bonner Jr. recuerda que leyó "El hijo de Désirée" por primera vez, siendo un estudiante de instituto, en 1956 mientras viajaba en un tranvía de Nueva Orleans en una época en la que tu asiento dependía del color de tu piel, en la que una señal indicaba a los blancos que se sentaran en la parte delantera del tranvía y a los negros que se sentaran al final: ‹‹Me sentí avergonzado a causa de lo que había leído – tenía la sensación de que todos los que estaba a mi alrededor sabían que había experimentado algo prohibido. Cuando alcé la vista, me di cuenta de que muchas de las personas que había delante de la señal tenían la piel más oscura que muchos de los que estaban detrás››.
‹‹Désirée es disruptiva, no porque abra grietas en el sistema del significante, sino porque revela fallos que ya estaban ahí… Chopin presenta estos tres motivos – inconsciencia, negatividad y falta de solidaridad – para que le resulten de ayuda en la explicación de por qué Désirée revela la falta de conocimiento de su sociedad, pero no consigue cambiar sus valores ideológicos y, mucho menos, sus jerarquías de poder propiamente dichas››. Ellen Peel